# Нимаатхеп
Нимаатхеп (егип. In.i — M3‘t — Hip.w — «Принадлежащая к справедливому Апису») — древнеегипетская царица, жена Хасехемуи, последнего фараона II династии, мать фараона III династии Джосера.

## Титулатура
Печать с именем царицы из гробницы Хасехемуи в Абидосе показывает титулы этой царицы: «Мать детей фараона» (Mw.t msw nswt), на другой печати — надписи из Баит-Халлафa содержится надпись «Мать царя обеих земель» (Mw.t-Nswt-Bit). Титул «Та, чьи желания исполняются» (Ḏd(.t)-ẖt-nb(.t)-jr(.t = tw)-n=s) помимо Нимаатхеп носили после лишь три царицы Древнего царства: Хетепхерес, Инеткас II, Мерититес I.

## Гробница
Местоположение усыпальницы Нимаатхеп точно не установлено.
Имя Нимаатхеп начертано в гробнице её супруга Хасехемуи в Абидосе, а также в мастабах K1 и K2. Египтологи склонны считать гробницу K1 последним пристанищем царицы.
На фрагменте рельефа из Гелиополя царица изображена с внучкой Инеткас и невесткой Хетепхернебти у ног Джосера. Присутствие Нимаатхеп на празднике-сед говорит, что она пережила своего супруга и скончалась в правление сына.

В гробнице вельможи Мечена (конец III - начало IV династии) имеется надпись «Дом Ка матери фараона» (ḫw.t k3 n.j(.t) mw.t nswt), что свидетельствует о культе царицы и её прижизненном привилегированном положении. Также это указывает на то, что царица похоронена в Абидосе, поскольку служители культа хоронились неподалёку от гробниц правителей и обожествляемых.